# Zdeněk Němeček (hudebník)
Zdeněk Němeček (* 5. ledna 1955, Zábřeh) je český hudebník, skladatel a textař.

## Životopis
Zdeněk Němeček se narodil 5. ledna 1955 v Zábřehu na Moravě. Vztah k hudbě měl už od raného mládí díky otci, který v Zábřehu vedl padesátičlenný orchestr. V roce 1980 přišel do Brna a stal se zakládajícím členem skupiny Dogma Art. Od roku 1986 hrál ve skupině Taxi, od roku 1988 do začátku 90. let v Avokádu.
Paralelně s touto bigbítovou linií jeho působení probíhala linie folková. Od roku 1982 vystupoval s Vondrákem–Bodlákem. V dubnu 1984 měl sólovou premiéru v pásmu Já, Francois Villon a vedle toho vlastní písničkový pořad. Tyto dvě linie se posléze spojily v hrad rocku (termín Romana Goldy, člena skupiny Quanti Minoris), jinak také charakterizovatelném jako středověký pouliční bigbít.
Než k tomu došlo, v devadesátých letech na šest let musel z existenčních důvodů přerušit hudební činnost, začal podnikat jako realitní makléř a zároveň vystudoval práva.
Po promoci začal vystupovat s Vaganty, kapelou hrající akustickou historizující hudbu, s Pozdním sběrem a v duu Quanti minoris s Aťou Lukášem. Snažil se přitom vytvořit vlastní skupinu, v níž by mohl hrát to, co s Vaganty či A. Lukášem. To se mu posléze podařilo sestavením uskupení Quanti Minoris, které mělo premiéru v roce 2006.
Poslední tři CD Quanti Minoris vydali u brněnského vydavatelství Indies Happy Trails, jednoho z nástupců Indies Records.

## Dílo

### Akustické duo Quanti minoris
- Buchlovská rána. Brno, 2001. CD.

### Bigbítová sestava Quanti Minoris
- Pijácké mravy aneb když se krčma baví. Brno: Indies Happy Trails, 2007. CD.
- Písně nejen vánoční. Brno: Indies Happy Trails, 2011. CD.
- Balady nejen Villonovy. Brno: Indies Happy Trails, 2013. CD.